# Faryngalisering
Faryngalisering er en type sekundær artikulation i vokaler og konsonanter, hvor svælget eller strubelåget indsnævres under udtalen. Faryngalisering kan findes i semitiske sprog som arabisk og aramæisk. Khoisansproget ǃXóõ skelner mellem faryngaliserede, luftfyldte, og skingre vokaler. I ǃXóõ noteres faryngalisering som en tilde under den respektive vokal.
I det internationale fonetiske alfabet (IPA) indikeres faryngalisering som en hævet stemt faryngal frikativ - ⟨◌ˤ⟩. Faryngalisering kan også noteres som en tilde gennem bogstavet - ⟨◌̴⟩. Denne notation gælder dog også for velarisering, der for at undgå uklarhed også kan noteres som ⟨◌ˠ⟩.

## Eksterne links og kilder
- Typology and occurrence of pharyngeals and pharyngealization around the world Arkiveret 17. juni 2011 hos  Wayback Machine, Ian Maddieson.